# MachineGames
MachineGames Sweden AB é uma subsidiária sueca de jogos eletrônicos da ZeniMax Media, sediada em Uppsala, Condado de Uppsala. Foi fundada em 2009 por Fredrik Ljungdahl, Jerk Gustafsson, Jens Matthies, Jim Kjellin, Kjell Emanuelsson, Magnus Högdahl e Michael Wynne, todos ex-membros da Starbreeze Studios.
A empresa foi comprada no ano seguinte pela ZeniMax Media, passando a produzir novos títulos para a série Wolfenstein. Em 21 de setembro de 2020, a ZeniMax Media à qual pertence a MachineGames, foi adquirida pela Microsoft Gaming and Entertainment pelo valor de US$ 7.5 bilhões.

## Jogos
| Ano  | Título                           | Plataformas                                                         |
| ---- | -------------------------------- | ------------------------------------------------------------------- |
| 2014 | Wolfenstein: The New Order       | Microsoft Windows, PlayStation 3, PlayStation 4, Xbox 360, Xbox One |
| 2015 | Wolfenstein: The Old Blood       | Microsoft Windows, PlayStation 4, Xbox One                          |
| 2017 | Wolfenstein II: The New Colossus | Microsoft Windows, PlayStation 4, Xbox One                          |
| 2019 | Wolfenstein: Youngblood          | Microsoft Windows, Nintendo Switch, PlayStation 4, Xbox One         |
| 2019 | Wolfenstein: Cyberpilot          | HTC Vive, PlayStation VR                                            |
| 2024 | Indiana Jones e o Grande Círculo | Xbox Series X/S, Microsoft Windows                                  |
| TBA  | Wolfenstein 3                    | TBA                                                                 |